# Mołczany (rejon żmeryński)
Mołczany (ukr. Мовчани) – wieś na Ukrainie w rejonie żmeryńskim obwodu winnickiego.
W XIX wieku był tu kościół katolicki św. Wojciecha z 1797 roku i cerkiew.
W tutejszym dworze 12 listopada 1869 roku zmarła pamiętnikarka Wirginia Jezierska, autorka "Z życia dworów i zamków na Kresach 1824-1844".